# Талоп'єн Апа-хан
Талоп'єн (Торемен) Апа-хан (д/н — 587) — військовий та політичний діяч Тюркського каганату. У китайців відомий як Хан Далобянь, візантійців — Турум, персів й согдійців — Абруй.

## Життєпис
Походив з династії Ашина. Старший син Мукан-кагана від наложниці. Отримав ім'я Талоп'єн (Торемен) — «Законний». Після смерті батька 572 року вважався претендентом на престол каганату. Тому 581, коли помер його стрийко Таспар-каган, Талоп'єн висунув свої претензії на владу. Але через низьке походження своєї матері не отримав підтримку роду та тюркютської знаті. Каганом став Бага-Ишбара, а Талоп'єну надано аймак Або в північних землях з титулом апа-хан (старійший хан).
Талоп'єн Апа-хан поступово посилився військово та зібрав значні кошти. У 583 році приєднався до армії кагана у війні проти імперії Суй. Війська Апа-хана зазнали поразки і Бага-Ишбара-каган запідозрив Талоп'єна в змові з китайцями. Китайські дипломати дійсно зустрічалися з Апа-ханом, бажаючи умовити його повалити кагана.
У лютому-березні 584 року ставка Апа-хана, коли той був відсутній, була атакована каганом. Дізнавшись про це Талоп'єн втік до Кара-Чурин-Тюрка, ябгу-тардуша західної частини каганату. Дуже швидко зміг зібрати потужне військо, до якого приєдналися місцеві хани. За цим перейшов у наступ, але не зміг швидко здолати Мукана. Це використав каган для замиренням з Кара-Чурин-Тюрком. Війська останнього завдали поразки Апа-хану, якого почали залишати союзники.
587 року втік на південь до Пайкенду, де став володарем Бухарського Согда. Можливо навіть каган вирішив залишити ці землі за ним, надавши титул тегіна. Але Апа-хан став готуватися до нового протистояння, збільшивши податки та почавши приборкувати напівнезалежних худатів (правителів) міст. Такі дії швидко викликали загальне невдоволення. Того ж року в битві біля Бухари Талоп'єн Апа-хан зазнав поразки від військ кагана і Кара-Чурин-Тюрка, потрапивши у полон. За перськими джерелами Апа-хана схопили і кинули в мішок з бджолами, за візантійськими — загинув в битві. Новим очільником (тегіном) Пайкендського володіння став син Кара-Чурин-Тюрка — Янг-Соух-тегін.